# Лешава, Михал
Ми́хал Ле́шава, немецкий вариант — Михаэль Лёшау (нем. Michael Löschau; 30 августа 1843 год, деревня Бремё, Лужица — 11 января 1862 год, Прага) — серболужицкий общественный деятель, студент и основатель иллюстрированного журнала «Serb» (Лужичанин).
Родился в 1843 году в крестьянской семье в серболужицкой деревне Бремё в окрестностях Вулька-Дубравы. Окончив среднюю школу при соборе святого Петра в Будишине, продолжил своё образование с 1858 года в Лужицкой семинарии в Праге. Одновременно обучался в пражской малостранской гимназии.
Будучи студентом, был членом серболужицкого студенческого братства «Сербовка». Занимался поэтическим творчеством, публикуя свои произведения в журнале «Kwěty». В 1861 году стал издавать рукописный иллюстрированный журнал «Serb». На страницах этого журнала публиковали свои первые произведения представители литературного младо-серболужицкого движения, в частности — лужицкий поэт Ян Чесла.
Всего было издано 17 номеров журнала «Serb», который перестал выходить после смерти 18-летнего Яна Лешавы в 1862 году.